# Клинтон (округ, Кентукки)
Кли́нтон (англ. Clinton County) — округ в штате Кентукки, США. Официально образован в 1836 году. По состоянию на 2010 год, численность населения составляла 10 272 человека.

## География
По данным Бюро переписи США, общая площадь округа равняется 532,349 км2, из которых 511,422 км2 суша и 8,090 км2 или 3,940 % это водоёмы.

## Население
По данным переписи населения 2000 года в округе проживает 9 634 жителей в составе 4 086 домашних хозяйств и 2 811 семей. Плотность населения составляет 19,00 человек на км2. На территории округа насчитывается 4 888 жилых строений, при плотности застройки около 9,70-ти строений на км2. Расовый состав населения: белые — 99,09 %, афроамериканцы — 0,10 %, коренные американцы (индейцы) — 0,25 %, азиаты — 0,04 %, гавайцы — 0,11 %, представители других рас — 0,08 %, представители двух или более рас — 0,32 %. Испаноязычные составляли 1,22 % населения независимо от расы.
В составе 29,80 % из общего числа домашних хозяйств проживают дети в возрасте до 18 лет, 55,50 % домашних хозяйств представляют собой супружеские пары проживающие вместе, 9,70 % домашних хозяйств представляют собой одиноких женщин без супруга, 31,20 % домашних хозяйств не имеют отношения к семьям, 28,40 % домашних хозяйств состоят из одного человека, 12,80 % домашних хозяйств состоят из престарелых (65 лет и старше), проживающих в одиночестве. Средний размер домашнего хозяйства составляет 2,34 человека, и средний размер семьи 2,85 человека.
Возрастной состав округа: 22,70 % моложе 18 лет, 8,60 % от 18 до 24, 27,70 % от 25 до 44, 26,00 % от 45 до 64 и 26,00 % от 65 и старше. Средний возраст жителя округа 39 лет. На каждые 100 женщин приходится 92,90 мужчин. На каждые 100 женщин старше 18 лет приходится 91,50 мужчин.
Средний доход на домохозяйство в округе составлял 19 563 USD, на семью — 25 919 USD. Среднестатистический заработок мужчины был 21 193 USD против 16 194 USD для женщины. Доход на душу населения составлял 13 286 USD. Около 20,20 % семей и 25,80 % общего населения находились ниже черты бедности, в том числе — 31,80 % молодёжи (тех, кому ещё не исполнилось 18 лет) и 29,90 % тех, кому было уже больше 65 лет.